# Friedrich IV. von Baden

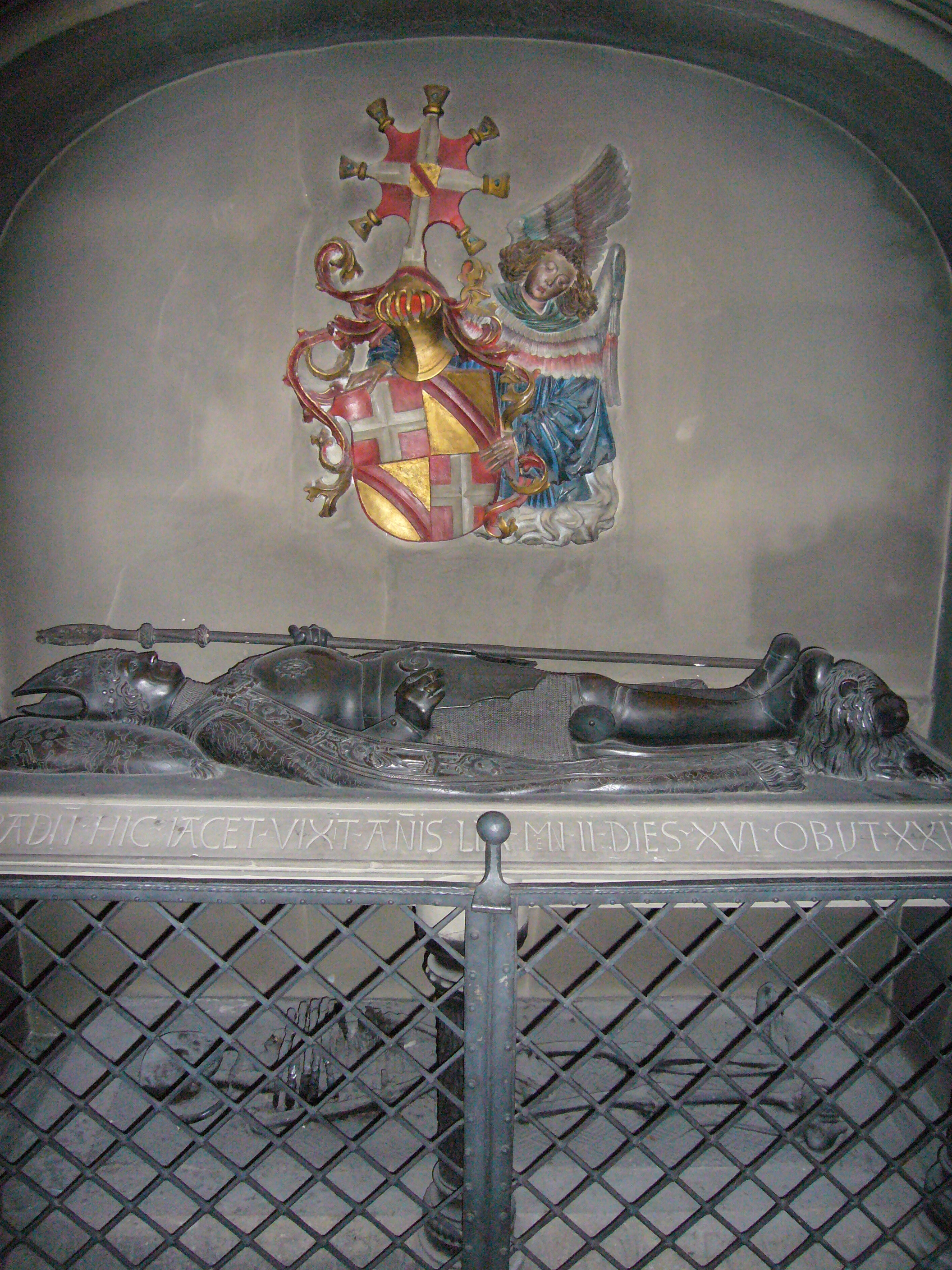
Epitaph in der Stiftskirche

Friedrich von Baden (* 9. Juli 1458; † 24. September 1517 in Lier) war nicht-regierender Markgraf von Baden und als Friedrich IV. Bischof von Utrecht.
Er ist der Sohn von Markgraf Karl I. von Baden und Katharina von Österreich.
1496 wählte das Domkapitel von Utrecht den Sohn des Markgrafen zum Bischof. Der Markgraf war Domherr zu Utrecht und Schatzmeister des kölnischen Kathedral-Kollegiums. Auch war er von Karl von Egmond, Graf von Geldern, dem Erzherzog Maximilian I. und dessen Sohn Philipp empfohlen worden. So konnte Friedrich am 17. September 1496 seinen feierlichen Einzug in Utrecht halten.
Mit seiner Wahl hatte das Domkapitel auf eine ruhige Zukunft gehofft. Doch Friedrich war kein Seelsorger und kirchliche Belange interessierten ihn wenig. Er war fortwährend in Kriege mit seinen Nachbarn verstrickt: mit dem Herzog von Kleve, mit den Herren von Wisch und sogar mit Karl von Egmond. Diese finanzierte er mit hohen Steuern für seine Untertanen. Mit diesen Kriegen war er aber nicht sehr erfolgreich. Als er mit dem König von Frankreich paktieren wollte, um auch noch Bischof von Metz zu werden, musste er auf Betreiben von Kaiser Maximilian I. gehen. Er zog sich nach Lier zurück, wo er im folgenden Jahr starb.
Sein Grab fand er in der Stiftskirche Baden-Baden.